# Генрі Еврі
Генрі Еврі (англ. Henry Every; 20 серпня 1659 р., Девон, Англія – після 1696 року) — англійський пірат, який діяв в Атлантичному та Індійському океанах у середині 1690-х років. Був також відомий як Бенджамін Бріджман і Лонг Бен. Сучасники також називали його «Архіпіратом» і «Королем піратів». Генрі Еврі відомий тим, що здійснив можливо найуспішніший (з точки зору вартості захоплених скарбів) піратський напад в історії і став одним з небагатьох відомих піратських капітанів, яким вдалось зникнути зі своєю награбованою здобиччю і так і не бути ніколи спійманими чи вбитими в бою.
Найвідоміший напад Еврі відбувся у вересні 1695 року, коли піратська флотилія на чолі з Еврі напала на конвой Великих Моголів із 25 кораблів, що поверталися з хаджу до Мекки, зокрема на навантажене скарбами дау Ґандж-і-Савай та корабель ескорту Фатіх Мухаммед. Піратам вдалося захопити до 600 тис. фунтів стерлінгів у дорогоцінних металах і коштовностях, що складає еквівалент 97 мільйонам фунтів стерлінгів у 2022 році.
Хоча деякі члени його команди були згодом знайдені і арештовані, сам Еврі уникнув затримки і у 1696 році зник, після чого його подальше місце перебування та рід занять залишаються невідомими. Вважається, що він помер десь між 1699 і 1714 роками. Його скарби також ніколи не були знайдені.

## Біографія

### Раннє життя
Сучасні науковці припускають, що Генрі Еврі народився 20 серпня 1659 року в селі Ньютон Ферерс, приблизно за 10 кілометрів на південний схід від Плімута, Девон, Англія. Парафіяльні записи свідчать, що він був сином Джона Еврі та його дружини Анни (дошлюбне прізвище невідоме). Родина Еврі з Девона була досить відома в той час, і цілком імовірно, що Генрі був споріднений з гілки родиною Еврі з замку Вайкрофт. Згідно з показаннями члена екіпажу Еврі Вільяма Філіпса, який дав добровільне зізнання після свого захоплення, у серпні 1696 року Еврі був «у віці близько 40 років», його мати жила «поблизу Плімута», а його дружина була продавцем перук і жила на сумнозвісній «Ratcliffe Highway» у Лондоні. Еврі був одружений, і записи свідчать, що він одружився з Дороті Артер у парафіяльній церкві St. James Duke's Place в Лондоні 11 вересня 1690 року, хоча немає жодних свідчень про те, що він мав дітей.
Найстаріша біографія Еврі — «Життя та пригоди кап. Джона Еврі» Джона Бейкера, видана в Лондоні в 1709 році стверджувала, що він народився в 1653 році в Каттедауні, Плімут. Хоча тепер відомо, що це місце та дата є невірними, вони часто цитувалися в ранній літературі про Еврі. Іншим запропонованим роком народження Еврі є 1665, хоча це теж помилка. Голландський автор мемуарів, який написав свою історію трохи більше ніж через десятиліття після зникнення пірата, використовує ім'я Адріан ван Брук, але це, ймовірно, псевдонім. У звіті розповідається про короткий полон Ван Брука екіпажем Еврі на борту «Fancy» і стверджується, що батько Еврі був торговим капітаном, який служив у Королівському флоті під керівництвом адмірала Роберта Блейка. Кілька пізніших звітів про життя Еврі, зокрема «Король піратів» Даніеля Дефо (1720), посилаються на попередню роботу, але вона має сумнівну достовірність і британський Словник національних біографій (Dictionary of National Biography) оцінив її як «вигадку, що має дуже мало спільного з фактами».
Хоча існувала теорія про те, що ім'я Еврі при народженні насправді було Бенджамін Бріджмен (особливо у світлі його прізвиська «Лонг Бен») і що «Генрі Еврі» було лише псевдонімом, сучасні науковці спростовують це. Історики вважають, що «Генрі Еврі» було справжнім ім'ям пірата, враховуючи, що він використовував це ім'я при вступі до Королівського флоту. Оскільки це було до початку його піратської кар'єри, йому не знадобився б псевдонім; він використав ім'я «Бріджмен» лише після звернення до піратства.
Еврі міг бути двоюрідним братом відомих баронетів Еврі, хоча це також остаточно не доведено.

### Служба на королівському флоті

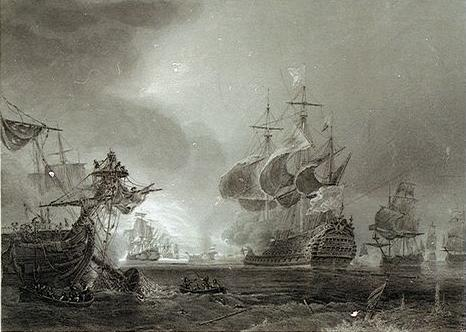
Битва при Бічі-Хед, військово-морської битви, в якій Еврі, ймовірно, брав участь під час служби в Королівському флоті. Гравюра Жана Антуана Теодора де Гудена

Еврі, ймовірно, був моряком з самої юності і служив на різних кораблях Королівського флоту. Популярні описи стверджують, що Еврі служив в англійському флоті, який бомбардував Алжир у 1671 році, керував піратами в Карибському морі і навіть був капітаном вантажного лісовозного судна в затоці Кампече, хоча ці історії походять із вигаданих мемуарів Ван Брука. Достовірні звіти про Еврі з'являється лише у березні 1689 року, незабаром після початку Дев'ятирічної війни.
Під час цього конфлікту Англія та її союзники по Великій коаліції (Аугсбурзька ліга) — Баварія, Голландія, Пфальц, Саксонія та Іспанія  —  вели війну проти Людовика XIV, намагаючись стримати французьку експансію, і саме на цьому тлі Еврі, якому було вже за тридцять років, працював молодшим офіцером на борту 64-гарматного лінійного корабля HMS Rupert, що знаходився під командуванням сера Френсіса Вілера. Флотські записи свідчать про те, що Еврі був сімейною людиною і витрачав «мало своєї зарплати на додаткові речі, такі як тютюн, і регулярно перераховував свою зарплату своїй родині».
У середині 1689 року HMS Rupert брав участь у захопленні великого французького конвою біля Бреста. Ця перемога дала Еврі можливість покращити свій стан, і до кінця липня його підвищили до помічника штурмана, хоча він, ймовірно, був наймолодшим серед трьох помічників штурмана на HMS Rupert. Наприкінці червня 1690 року він приєднався до команди нового, 90-гарматного корабля HMS Albemarle під керівництвом капітана Вілера. Ймовірно, він брав участь у битві біля Бічі-Хед проти французів, що відбулась через два тижні і закінчилася для англійського флоту катастрофічною поразкою. 29 серпня того ж року Еврі був звільнений з Королівського флоту.

### Участь Еврі в работоргівлі
Після звільнення з Королівського флоту в 1691 році Еврі займався трансатлантичною работоргівлею. Його найняв Ісаак Річір, королівський губернатор Бермудських островів для перевезення африканських рабів із Західної Африки до Америки. Протягом цього періоду Еврі в основному працював як работорговець біля узбережжя Гвінеї. За словами англійського історика Дугласа Боттінга, «[як] рабовласник Еврі, здається, був більш підступним, ніж більшість інших спеціалістів цього жахливого ремесла».
У 1693 році діяльність Еврі на узбережжі Гвінеї привернула до себе увагу інших работорговців. Капітан Томас Філліпс, валлійський работорговець і капітан невільницького корабля «Ганнібал» на службі у Королівській африканській компанії (англ. Royal African Company), написав у своєму щоденнику, що «я ніде на узбережжі не зустрічав таких слухняних негрів, як тут, через що мені здається, що такі хлопці, як Лонг Бен, він же Еврі, роблять з ними якісь фокуси, що дозволяють їх захоплювати і вивозити». Також відомо, що Еврі заманював на свій корабель і самих работорговців, піднімаючи облудний прапор, а потім захоплюючи та утримуючи їх у трюмі свого корабля разом із їх рабами. Філліпс, який, згідно з його власними звітами неодноразово стикався з Еврі — і, можливо, навіть знав його особисто — також звернув увагу на незвичайні виплати за работоргівлю, які Еврі отримував від Річіра, непопулярного королівського губернатора Бермудських островів, якого в 1693 усунули з посади за неналежну поведінку. Однак історики відзначають, що ця частина життя Еврі є відносно слабо документованою.

## Піратська кар'єра

### Іспанська експедиція
Навесні 1693 року кілька лондонських інвесторів на чолі з багатим торговцем сером Джеймсом Хублоном заснували амбітне підприємство, відоме як Морська іспанська експедиція (англ. Spanish Expedition Shipping). Підприємство складалося з чотирьох військових кораблів: барка «Seventh Son», а також фрегатів «James», «Dove» (помічником капітана на якому був знаменитий мореплавець Вільям Дампір) та «Charles II».
Кораблі Морської іспанської експедиції були найняті тогочасним союзником Англії, іспанським королем Карлом II (тезка одного з кораблів експедиції), для організації нападів на французькі судна в Вест-Індії. Згідно з виданої Іспанією каперської ліцензії, завдання експедиції полягала в тому, щоб відплисти до Іспанської Вест-Індії для грабування французьких володінь у цьому районі і одночасного проведення торгівлі, постачання іспанцям зброї та підняття скарбів з затонулих галеонів. Інвестори пообіцяли добре заплатити морякам: контракт передбачав гарантовану місячну заробітну плату, яка виплачуватиметься кожні шість місяців протягом усього періоду експедиції, при цьому зарплата за перші місяці мала бути виплачена наперед до початку місії. Джеймс Хублон особисто піднявся на борт кораблів і зустрівшись з екіпажем, запевнив його у вчасній оплаті. Справді, вся заробітна плата до 1 серпня 1693 р., незадовго до початку місії, була виплачена в цей день.

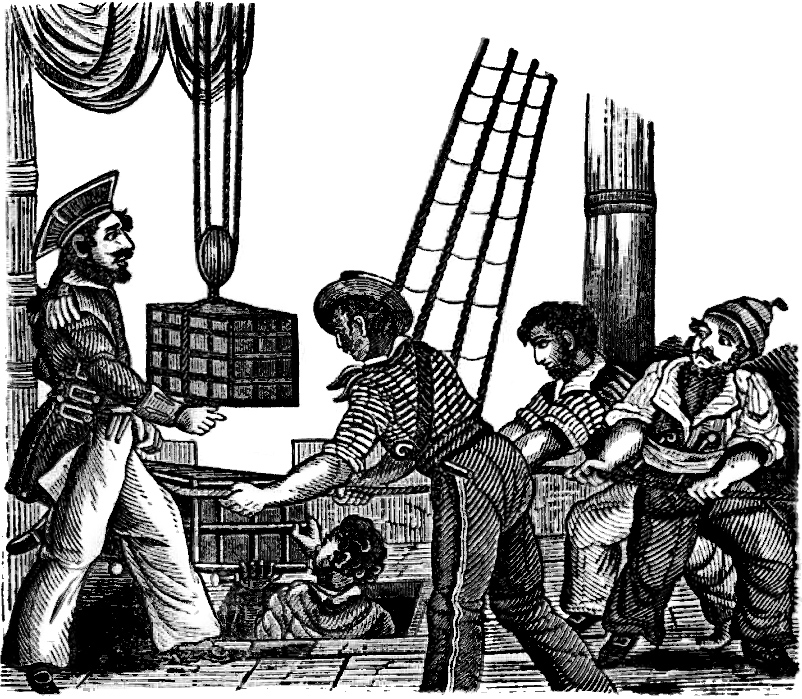
Гравюра на дереві 1837 року з «Власної книги піратів» Чарльза Еллмса, на якій зображено Генрі Еврі, який отримує три скрині зі скарбами на борту свого корабля «Fancy».

Завдяки своєму попередньому досвіду служби на флоті, після приєднання до Іспанської експедиції Еврі був підвищений до першого помічника капітана. Чотирма кораблями експедиції командував адмірал сер Дон Артуро О'Бірн, ірландський дворянин, який раніше служив у морській піхоті Іспанії. Незабаром у підприємства виникли проблеми, оскільки флаг-капітан (капітан флагмана флотилії) Джон Стронг помер, коли кораблі ще перебували у порту. Хоча його замінив капітан Чарльз Гібсон, це було не останнє нещастя, яке трапилось з експедицією.
На початку серпня 1693 року чотири англійські військові кораблі відплили з Лондона вниз по Темзі і взяли курс на північне іспанське місто Ла-Корунья. Подорож до Ла-Коруньї мала тривати два тижні, але з незрозумілих причин кораблі прибули в Іспанію лише через п'ять місяців. Що ще гірше, необхідні юридичні документи (зокрема каперські ліцензії), очевидно, не надійшли з Мадрида, тому кораблі були змушені залишитись в Ла-Коруньї і чекати на їх надходження. Минали місяці, а документи так і не надходили, і моряки опинилися в незавидному становищі: увони не отримували грошей, щоб відправляти додому для утримання сімей і не було можливості знайти альтернативні джерела заробітку, оскільки вони були прив'язані до своїх кораблів і фактично стали заручниками в Ла-Коруньї.
Після кількох місяців простою в іспанському порту команда звернулась до свого капітана з проханням про виплату платні, яку вони повинні були отримати з початку роботи. Якби це прохання було задоволено, команда більше не була б прив'язана до кораблів і могла б легко залишити їх, тому їх прохання було відхилено. Після того, як подібна петиція дружин моряків до Хублона також провалилася, багато моряків впали у відчай, вважаючи, що їх продали в рабство іспанцям.
1 травня, коли флот нарешті готувався покинути Ла-Корунью, команда почала вимагати виплати шестимісячної зарплатні під загрозою страйку. Хублон відмовився погодитися з цими вимогами, але адмірал О'Бірн, що розумів серйозність ситуації, написав до Англії з проханням виплатити команді гроші. Однак 6 травня деякі моряки вступили в суперечку з О'Бірном, і, ймовірно, приблизно в цей час вони вирішили вдатись до заколоту і почали вербувати інших. Одним із моряків, які вербували інших, був Еврі. Як пізніше засвідчив Вільям Філліпс, моряк на «Dove», Еврі ходив «від корабля до корабля і переконував людей приєднатись до нього, щоб він повів їх туди, де вони отримають достатньо грошей». Оскільки Еврі мав великий досвід, а також був народжений у нижчому соціальному статусі, він був природним кандидатом для очолювання заколоту, оскільки екіпаж вважав, що він буде добре дбати про їхні інтереси.

### Заколот і обрання капітаном
У понеділок, 7 травня 1694 року, О'Бірн мав ночувати на березі і це дало заколотникам шанс, на який вони очікували. Приблизно о 9:00 вечора, Еврі і близько двадцяти п'яти інших чоловіків піднялись на борт корабля «Charles II» і захопили зненацька його екіпаж. Капітан Гібсон на той час був прикутий до ліжка, тому заколот закінчився безкровно. В одному звіті стверджується, що додаткові люди з James підійшли до корабля на баркасі і назвали пароль «Чи є на борту п'яний боцман?», який дозволяв приєднатись до заколоту. Кажуть, що капітан Хамфріс з James попереджав Еврі, що люди дезертують, на що Еврі спокійно відповів, що він чудово знає про це. Зрозумівши, що «Charles II» захоплений заколотниками, James обстріляв його з гармат, попередивши тим самим Іспанську нічну варту. Це змусило Еврі терміново вивести захоплений корабель у відкрите море, щоб швидко зникнути в ночі.
as Yett
An Englishman's friend,
At Johanna [Anjouan] February 28th, 1694/5
Henry Every
Here is 160 od french Armed men now att Mohilla who waits for Opportunity of getting aney ship, take Care of your Selves.
Відпливши достатньо далеко, щоб відчути себе в безпеці, Еврі надав можливість членам екіпажу, що не брали участі у заколоті, зійти на берег і навіть шанобливо запропонував Гібсону продовжити командувати кораблем, якщо він приєднається до їхньої справи. За словами Чарльза Еллмса, Еврі сказав Гібсону: «Якщо ти бажаєш стати одним із нас, ми приймемо тебе. І якщо ти будеш сумлінно і належно ставитись до справ, можливо, з часом я зроблю тебе своїм лейтенантом. Якщо ні, ось човен, і ти можеш пливти на берег». Капітан відмовився і був висаджений на берег разом із кількома іншими моряками. Єдиною особою, якій заборонили добровільно залишити корабель був корабельний хірург, чиї послуги вважалися занадто важливими, щоб знехтувати ними. Усі чоловіки, що залишилися на борту Charles II, одноголосно обрали Еврі капітаном корабля. Деякі звіти говорять, що Еврі був набагато грубішим у своїх стосунках з Гібсоном, але погоджуються, що він дійсно запропонував йому посаду свого заступника.
Еврі було нескладно переконати команду вирушити займатись піратством в Індійський океан, оскільки вже сама їх первісна місія дуже нагадувала піратство, а Еврі славився своєю здатністю переконувати. Можливо, він нагадав своїм людям про успіх Томаса Тью, який захопив величезний приз у Червоному морі лише роком раніше. Екіпаж швидко вирішив питання оплати, погодившись, що усі члени команди отримуватимуть рівні частки будь-якого захопленого скарбу, і лише капітан отримуватиме дві. Відтак Еврі перейменував «Charles II» на «Fancy» — назва, яка відображала як оновлену надію екіпажу на їхню подорож, так і якість корабля — і взяв курс на мис Доброї Надії.

### Піратський Раунд
Біля острова Маю, найсхіднішого острова групи Сотавенто архіпелагу Кабо-Верде, Еврі здійснив своє перший акт піратства, захопивши провіант і товарні припаси трьох англійських суден з Барбадосу. Дев'ятьох людей з цих кораблів швидко переконали приєднатися до екіпажу Еврі, який тепер налічував близько дев'яноста чотирьох чоловіків. Після цього Еврі відпливав до берегів Гвінеї, де обманом заманив місцевого вождя на борт «Fancy» під облудним приводом торгівлі, і силоміць полонив його та багатьох з йоїх людей, зробивши їх рабами. Продовжуючи йти на схід вздовж африканського узбережжя, Еврі зупинився на о.Біоко в Бенінській затоці, де «Fancy» зробили кілювання і прибрали зайві надбудови. Зрізання частини надбудови для підвищення швидкості корабля зробило «Fancy» одним з найшвидших суден, які тоді плавали в Атлантичному океані. У жовтні 1694 року «Fancy» пограбував двох данських каперів поблизу острова Принсіпі, захопивши на цих кораблях слонову кістку та золото і прийнявши на борт приблизно сімнадцять данців, які побажали приєднатись до його команди.
На початку 1695 року «Fancy» нарешті обігнув мис Доброї Надії і зупинився на Мадагаскарі, ймовірно, в районі затоки Сен-Огюстен, де екіпаж поповнив запаси. Далі корабель зупинився на острові Анжуан на Коморських островах. Тут екіпаж Еврі відпочив і поповнив запаси провізії, а також захопив французький піратський корабель. Еврі пограбував французьке судно і залучив з нього близько сорока людей у свій екіпаж. Загальна чисельність команди Еврі тепер становила близько 150 чоловік.
На Анжуані Еврі написав листа, адресованого англійським капітанам кораблів в Індійському океані, в якому облудно стверджував, що він не нападав на жодне англійське судно. У його листі описується сигнал, який англійські капітани могли використати, щоб ідентифікувати себе для уникнення нападу і попереджає їх, що він, можливо, не зможе стримати свій екіпаж від пограбування їхніх кораблів, якщо вони не скористаються сигналом. Незрозуміло, чи був цей документ правдивим, але це, можливо, була хитрістю Еврі, щоб уникнути уваги Ост-Індської компанії (ОІК), чиї великі й потужні кораблі були єдиною загрозою, з якою «Fancy» зіткнувся в Індійському океані. Так чи інакше, лист не завадив англійцям переслідувати Еврі.

### Флот Великих Моголів
У 1695 році Еврі відплив на острів Перім у Баб-ель-Мандебській протоці, щоб очікувати тут на індійський флот, який незабаром мав пройти з Червоного моря до Індії. Цей флот був найбагатшим призом в Азії, а можливо, і у всьому світі. У серпні 1695 року «Fancy» досяг Баб-ель-Мандебської протоки, де на інідійський флот вже очікували п'ять інших англійських каперів: Томас Тью на військовому шлюпі «Amity» з екіпажем близько 60 чоловік; Джозефом Фаро на «Portsmouth Adventure» з 60 чоловіками, Річард Вантом на «Dolphin» також із 60 чоловіками, Вільям Мейс на «Pearl» з тридцятьма чи сорока чоловіками і Томас Вейк на кораблі «Susanna» з сімдесятьма чоловіками. Усі ці капітани мали каперські свідоцтва, видані в різних місцях східного узбережжя Північної Америки. Еврі був обраний керівником цієї піратської флотилії з шести кораблів, незважаючи на те, що Тью мав, можливо, більше досвіду, і тепер під загальною командою Еврі перебувало загалом понад 440 чоловіків. Конвой із двадцяти п'яти кораблів Великих Моголів, включаючи величезний 1600-тонний «Ґандж-і-Савай», озброєний вісімдесятьма гарматами, та його ескорт 600-тонний «Фатіх Мухаммед» що йшов з Мохи до індійського Сурата встиг протягом ночі пройти повз піратський флот, але вранці його помітили і пірати кинулися в погоню.
«Dolphin» виявився занадто повільним і відстав від решти піратських кораблів, тому його вирішили спалили, а екіпаж приєднався до команди Еврі на борту «Fancy». «Amity» Томаса Тью наздогнав «Фатіх Мухаммед» і спробував його захопити, але після того, як Тью було вбито прямим влучанням гарматного ядра з «Фатіх Мухаммед», бою припинив погоню і більше ніколи не приєднався до піратської флотилії. Тим часом Susanna, що також відстала, знову приєдналася до групи переслідування. Через чотири-п'ять днів пірати наздогнали «Фатіх Мухаммед». Можливо, заляканий сорока шістьма гарматами «Fancy» або ослаблений попереднім боєм з Тью екіпаж «Фатіх Мухаммед» чинив невеликий опір; Тоді пірати Еврі розграбували корабель, який належав якомусь Абдулу Гафару, який, як повідомляється, був найбагатшим купцем у Сураті. Хоча скарбів на «Фатіх Мухаммед» в розмірі від 50 000 до 60 000 фунтів стерлінгів вистачило, щоб купити "Fancy"у п'ятдесят разів більше, щойно скарб був розподілений між піратським флотом, екіпаж Еврі отримав лише невелику частку.

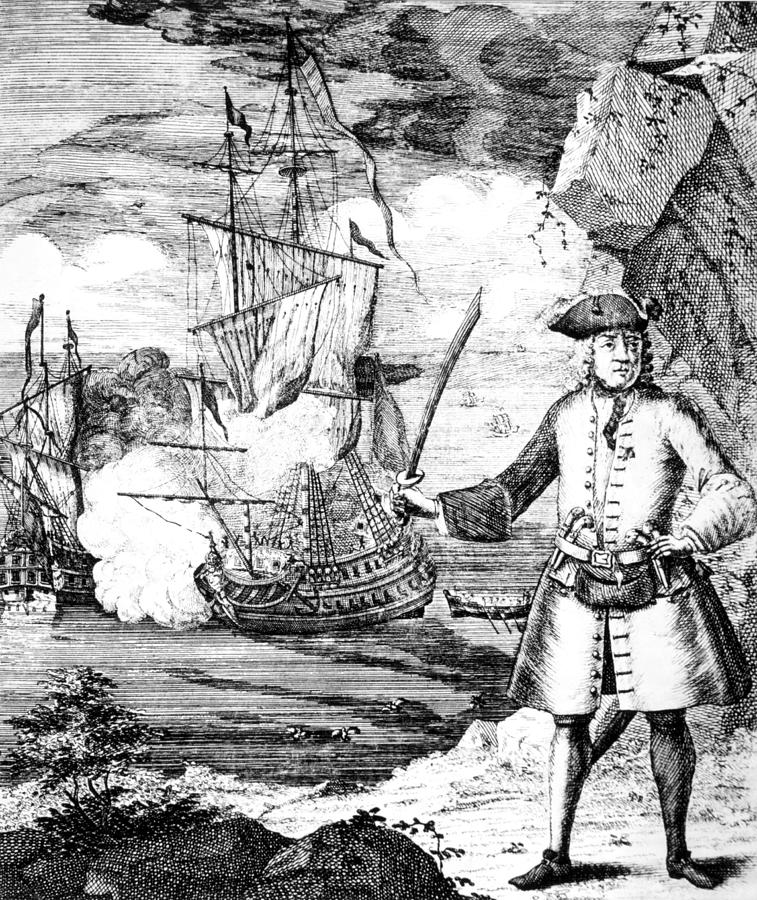
Генрі Еврі на фоні свого корабля Fancy, який атакує свою жертву. Гравюра XVIII ст.

Відтак Еврі кинувся в погоню за другим кораблем Великих Моголів, Ґандж-і-Савай і наздогнав його через кілька днів після нападу на «Фатіх Мухаммед». Оскільки Amity вийшов з бою, Dolphin було спалено, а Susanna відстала, на місці битви були присутні лише Fancy, Pearl та Portsmouth Adventure.
Ґандж-і-Савай, очолюваний капітаном Мухаммедом Ібрагім-шахом, був потужним супротивником, він мав на борту вісімдесят гармат і чотириста озброєних мушкетами охоронців, а також шістсот інших пасажирів. Але перший залп зрівняв шанси, оскільки Еврі вдалось звалити грот-щоглу свого суперника і фактично знерухомити його. Після цього «Fancy» спробував взяти величезне дау Великих Моголів на абордаж. Спочатку залпи індійських мушкетів не дозволяли піратам піднятися на борт, але одна з потужних гармат Ґандж-і-Савай вибухнула при пострілі, вбивши багатьох захисників і деморалізувавши решту індійського екіпажа, який був змушений боротися з поширенням пожежі. Люди Еврі скористалися сум'яттям і швидко піднялись на високі борти Ґандж-і-Савай. Екіпаж «Pearl», який спочатку не наважувався напасти на Ґандж-і-Савай, тепер набрався сміливості і приєднався до екіпажу Еврі, також піднявшись на палубу індійського корабля. Відтак зав'язався запеклий рукопашний бій, який тривав дві-три години.

Мухаммад Хашим Хафі-хан, тогочасний індійський історик, який на момент нападу перебував у Сураті, писав, що, коли люди Еврі взяли на абордаж Ґандж-і-Савай, його капітан побіг ховатись на нижні палуби, де озброїв рабинь і відправив їх на бій з піратами. Розповідь Хафі Хана про битву, що з'являється в його багатотомній праці «Історія Індії, як її розповіли її власні історики», прямо звинувачує капітана Ібрагіма за невдачу, пише: «Християни не дуже сміливі в бою на мечах, і на борту королівського судна було так багато зброї, що якби капітан чинив якийсь опір, він, напевно, зміг би перемогти піратів». У будь-якому випадку, після кількох годин впертого, але безладного опору, корабель здався. На свій захист капітан Ібрагім пізніше стверджував, що «багато ворогів були відправлені до пекла». Насправді екіпаж Евера міг зазнати втрат від кількох до понад сотні людей, хоча ці цифри є неточними.

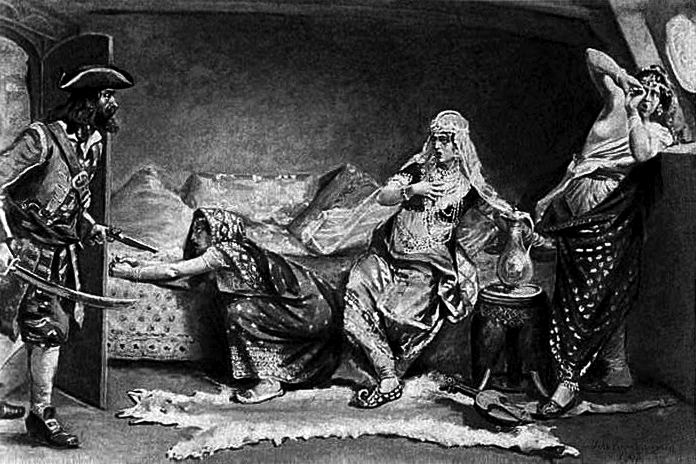
Картина початку 20-го століття, що зображує зустріч капітана Евері з онукою імператора Аурангзеба та її свитою.

За словами Хафі Хана, після перемоги пірати піддавали своїх полонених жахливим тортурам, які тривали кілька днів, ґвалтуючи та вбиваючи своїх переляканих полонених палуба за палубою. За повідомленнями, пірати використовували тортури, щоб отримати інформацію від в'язнів про місцезнаходження їх скарбів у трюмах корабля. Щоб уникнути насильства деякі з мусульманських жінок покінчили життя самогубством, а тих з них, що залишились живі було забрано на борт «Fancy».

Хоча розповіді про жорстокість з боку піратів були відкинуті їх захисниками як спроби додати події сенсаційності, вони підтверджуються показами, які люди Еврі надали в суді після їх затримання. Джон Спаркс свідчив у своїх «Останніх передсмертних словах і сповіді», що «нелюдське поводження та нещадні катування, завдані бідним індійцям та їхнім жінкам, все ще шматували його душу», і тоді як він не розкаявся за свої піратські дії, які були для нього «меншою турботою», він каявся у «жахливих варварствах, які він вчинив, хоча й лише над тілами язичників». Філіп Міддлтон засвідчив, що кілька індійських чоловіків були вбиті, а також «декількох піддали тортурам», а чоловіки Еврі «лягали із жінками, що були на кораблі, серед яких було декілька, що з огляду на їхні коштовні прикраси та звички, здавалися кращими за решту». Крім того, 12 жовтня 1695 року сер Джон Гейєр, тодішній губернатор Бомбея і президент ОІК, надіслав листа лордам Торгової Палати в Лондоні, в якому писав:
Певно, що пірати, про яких ці люди стверджують, що всі були англійцями, дуже по-варварськи зробили народ Ґандж-і-Савай і корабель Абдула Гофора, щоб змусити їх зізнатися, де були їхні гроші, і трапилося, що там був великий Умбравс. Дружина (як Ві чує) пов'язана з королем, повертаючись зі свого паломництва до Мехи, у старості. Вони дуже сильно знущалися над нею і змусили кількох інших жінок, що спричинило за собою самогубство однієї високоякісної особи, його дружини та медсестри, щоб чоловіки не бачили їх (і їхнє життя) розчарованих.
Пізніші звіти стверджували, що Еврі сам знайшов на борту «щось приємніше, ніж коштовності», і натякали, що це була дочка чи онука падишаха Моголів Аурангзеба. За даними від джерел ОІК, на Ґандж-і-Савай знаходився «родич» падишаха, хоча немає доказів, що це була його дочка або онука. Однак це суперечить твердженням Філіпа Міддлтона, який засвідчив, що «усі члени команди „Fancy“, крім Еврі, піднімались на борт захопленого корабля по черзі». В будь-якому разі, переживших напад пасажирів Ґандж-і-Савай залишили на борту пограбованого корабля і відпустили, щоб вони змогли дістатись до Індії. Вартість захоплених скарбів на Ґандж-і-Савай становила від 200 000 до 600 000 фунтів стерлінгів, включаючи 500 000 золотих і срібних монет. Це був один з найбільших, якщо не найбільший приз в історії, який будь-коли захоплювали пірати.

### Розподіл здобичі

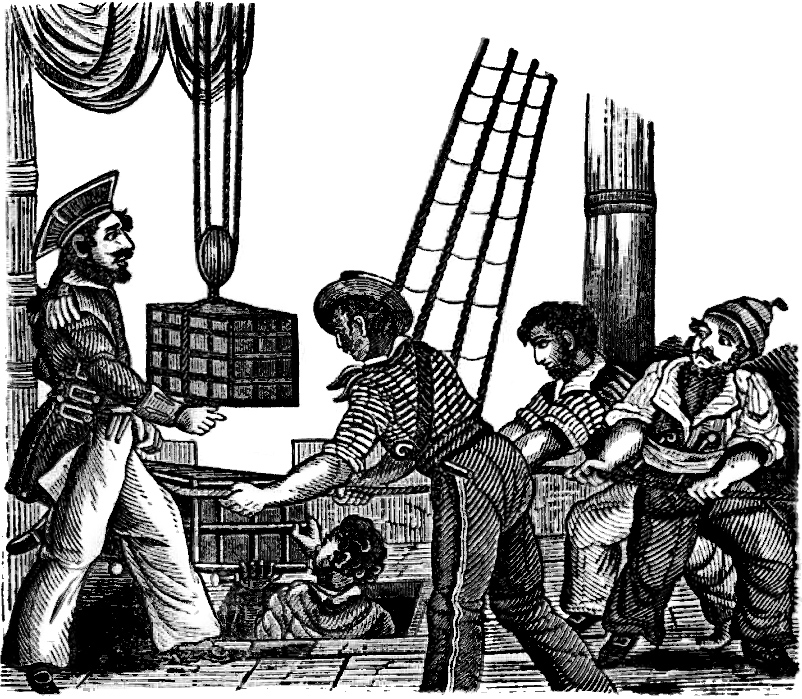
Еврі приймає 3 сундуки зі скарбами на борту свого корабля. Гравюра на дереві з «Власної книги піратів» Чарльза Еллмса 1837 року.

Хоча в деяких джерелах стверджувалось, що Еврі переконав інших капітанів залишити награбовану здобич на його кораблі для збереження, а після чого вночі втік з усією здобиччю, ці твердження походять переважно з «Загальної історії піратів» Чарльза Джонсона, яка є ненадійним джерелом. Більш надійні джерела свідчать про спробу розрахунку екіпажу «Pearl» з людьми Еврі обрізаними монетами, після чого обурений Еврі конфіскував частку здобичі, що належала команді «Pearl». Portsmouth Adventure також був присутній під час нападу на Ґандж-і-Савай, але оскільки його команда не брала участі в битві, а лише спостерігала за подіями здалеку, Еврі відмовив екіпажу Джозефа Фаро в участі в розподілі захопленої здобичі. Відтак Еврі дав Мейєсу та екіпажу Pearl 2000 піастрів (ймовірно, це приблизна сума, оскільки захоплені скарби були переважно в індійських та арабських монетах різного номіналу), для придбання припасів і незабаром після цього піратські кораблі розійшлися.
«Fancy» відплив до о. Бурбон (сучасний Реюньйон), куди він прибув в листопаді 1695 року. Тут екіпаж розподілив захоплені скарби. Кожен член команди отримав по 1000 фунтів стерлінгів (приблизно від 93 300 до 128 000 фунтів стерлінгів сьогодні) на людину, більше грошей, ніж більшість моряків могла заробити за все своє життя. Крім того, кожен пірат отримав додаткову частку дорогоцінним камінням. Як і обіцяв Еврі, його люди тепер мали «стільки золота, щоб засліпити очі». Однак цей грандіозний успіх зробив Еврі та його екіпаж «міченими» людьми, і між екіпажем виникла серьйозна суперечка про обрання місця для подальшого плавання. Французи та датчани вирішили залишити екіпаж Еврі, вважаючи за краще залишитися на Бурбоні. Решта команди після певних суперечок взяли курс на острів Нассау на Багамах. Перед виходом Еврі придбав на Бурбоні близько дев'яноста рабів. В дорозі раби використовувалися для найскладнішої роботи на кораблі, і, оскільки раби були «найбільш ходовим об'єктом торгівлі», пізніше їх можна було обміняти на все, що було необхідне піратам. Таким чином, екіпаж Еврі міг надалі уникати використання своїх скарбів, що складались переважно з іноземної валюти, яка могла б викрити їх перед іншими людьми.
Плавання з Індійського океану до Багамських островів було подорожжю через півсвіту, і «Fancy» був змушений зупинитися на цьому шляху на острові Вознесіння, розташованому в центрі Атлантики. Безплідний острів був безлюдним, але пірати змогли зловити п'ятдесят морських черепах, які виповзли на берег, щоб відкласти яйця на пляжі, забезпечивши їм достатньо їжі на решту подорожі. Проте близько сімнадцяти членів екіпажу Евера відмовилися йти далі і залишилися на острові.

### Наслідки та полювання

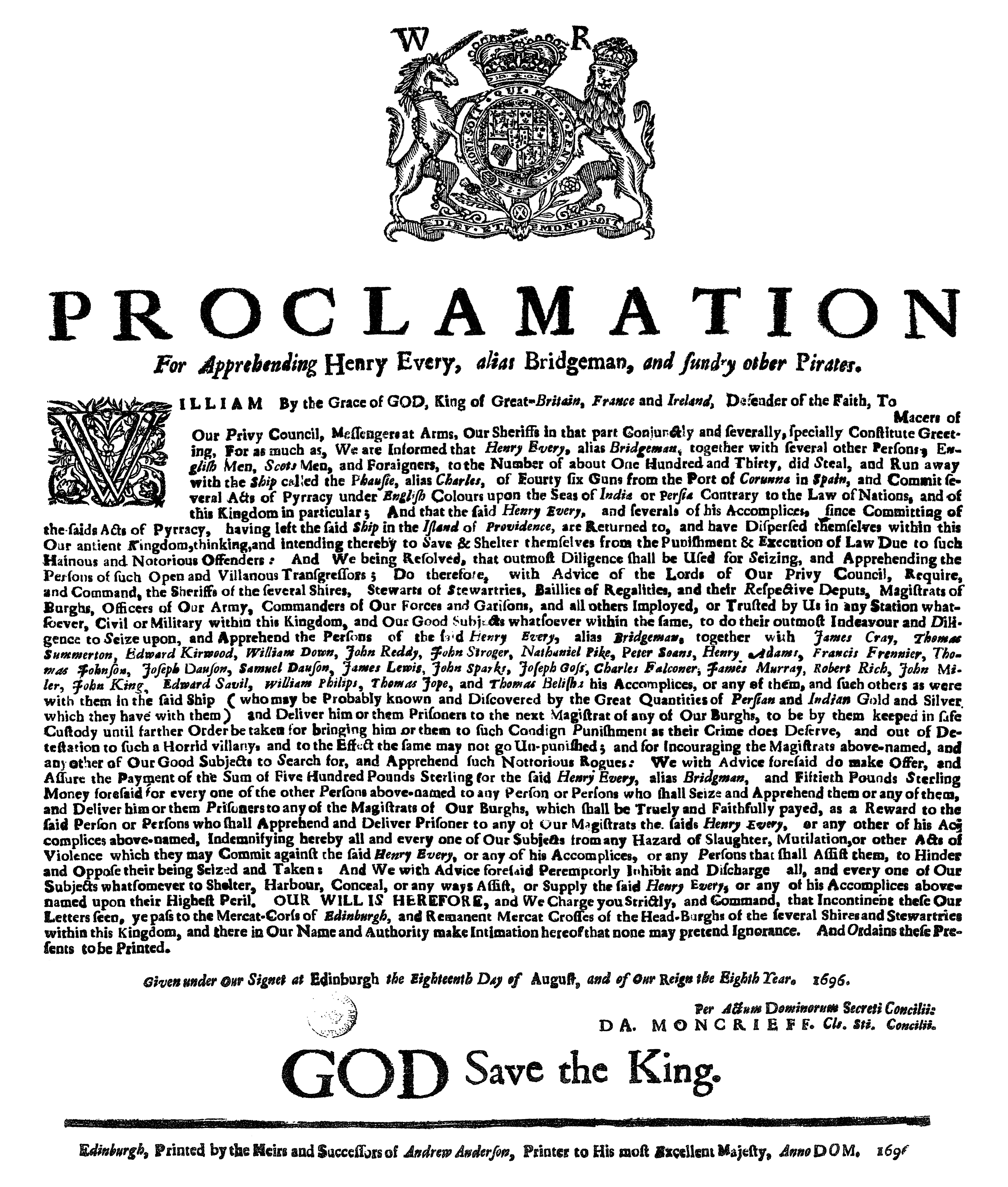
Прокламація про затримання Генрі Еврі з винагородою в 500 фунтів стерлінгів, видана Таємною радою Шотландії 18 серпня 1696 р.

Пограбування Еврі кораблів зі скарбами імператора Аурангзеба відбулось під час кризи британської Ост-Індської компанії (ОІК), чиї прибутки все ще відновлювалися після катастрофічної для ОІК англо-могольської війни і мало серйозні наслідки для англійців. Загальний річний імпорт ОІК впав з пікових показників в 800 000 фунтів стерлінгів у 1684 році до лише 30 000 фунтів стерлінгів у 1695 році, і атака Еврі тепер загрожувала самому існуванню англійської торгівлі в Індії. Коли розграбований Ґандж-і-Савай нарешті повернувся до гавані в Сураті, новина про напад піратів на паломників — святотатський вчинок, який, як і зґвалтування мусульманських жінок, вважався непрощенним порушенням хаджу — швидко поширилась в Індії. Місцевий індійський губернатор Ітімад Хан негайно заарештував англійських підданих у Сураті та тримав їх під пильним наглядом, частково в якості покарання за розбійний напад їх співвітчизників, а частково для їхнього власного захисту від місцевих жителів, що вимагали негайної розправи. Розлючений Аурангзеб дав наказ закрити чотири факторії ОІК в Індії та ув'язнити посадових осіб, ледь втримавшись від здійснення збройного нападу на англійське місто Бомбей з метою назавжди вигнати англійців з Індії.
Щоб заспокоїти Аурангзеба, ОІК пообіцяв виплатити фінансові репарації та відшкодувати усі збитки, тоді як англійський Парламент оголосив піратів Еврі hostis humani generis («ворогами людської раси»). У середині 1696 року англійський уряд призначив премію в розмірі 500 фунтів стерлінгів за голову Еврі і запропонував безкоштовне помилування будь-якому донощику, який повідомив би про його місцезнаходження. Коли згодом ОІК подвоїла цю винагороду (до 1000 фунтів стерлінгів), фактично розпочалося перше всесвітнє полювання за злочинцем в історії. Корона також пообіцяла позбавити Еврі від можливості скористатись будь-якими актами помилування та амністій, які вона згодом видасть іншим піратам (наприклад, у 1698 році). Оскільки вже було відомо, що Еврі переховується десь в американських колоніях, де він, ймовірно, знайде безпеку серед корумпованих колоніальних губернаторів це виводило його поза юрисдикцію ОІК і перетворилось для Англії на національну проблему. Відповідно, координація полювання на Еврі та його команду було доручено британській Торгівій Палаті.

### Гіпотеза втечі в Нью-Провіденс
У бездоказовій книзі, написаній у 2008 році, стверджується, що «Fancy» досягла острова Сент-Томас на Віргінських островах, де пірати продали частину своїх скарбів. У березні 1696 року «Fancy» зупинився на острові Кінг біля Ельютери, приблизно в 50 милях на північний схід від Нью-Провіденсу на Багамах. Четверо чоловіків Еврі на невеликому човні виришули до Нассау, найбільшого міста і столиці острова, з листом, адресованим губернатору острова серу Ніколасу Тротту. У листі пояснювалося, що «Fancy» щойно повернувся з узбережжя Африки, і екіпаж корабля в складі 113 осіб, які визнають себе неліцензованими порушниками монополії ОІК (англійська торгівля на схід від мису Доброї Надії відносилась до монополії ОІК і потребувала ліцензії), потребує відпочинку на берегу. В обмін на те, що «Fancy» дозволять увійти в гавань і таємниці порушення чоловіками торгової монополії ОІК буде збережена, екіпаж заплатить Тротту загальну суму 860 фунтів стерлінгів. Їхній капітан, чоловік на ім'я «Генрі Бріджмен», також пообіцяв губернатору передати в подарунок корабель, коли його екіпаж вивантажить вантаж і покине судно.
Для Тротта це виявилося привабливою пропозицією. Дев'ятирічна війна тривала вже вісім років, і острів, який британський королівський флот не відвідував кілька років, був небезпечно малолюдним. Тротт знав, що французи нещодавно захопили острів Ексума в 140 милях на південний схід, і тепер прямували до Нью-Провіденсу. Оскільки в місті проживало лише шістдесят або сімдесят чоловік, половина з яких мала одночасно служити на вахті, не було навіть можливості забезпечити людьми двадцять вісім гармат форту Нассау. Проте, якби екіпаж «Fancy» залишився в Нассау, це збільшило б чоловіче населення острова більш ніж вдвічі, а сама присутність важкоозброєного корабля в гавані могла б стримати напад французів. З іншого боку, відмова «Бріджмену» могла призвести до катастрофи у випадку, якщо його наміри стануть агресивними, оскільки його екіпаж із 113 осіб (плюс дев'яносто рабів) легко міг здолати жителів острова. Нарешті, слід було також врахувати запропонований хабар, який утричі перевищував річну зарплату Тротта в 300 фунтів стерлінгів.
Тротт скликав засідання керуючої ради Нассау, ймовірно, стверджуючи, що порушення монополії ОІК було досить поширеним злочином і не достатньою причиною для того, щоб відмовити чоловікам, чия проста присутність на острові могла сприяти безпеці Нассау. Рада погодилася дозволити «Fancy» увійти в гавань, хоча, мабуть їй ніколи не говорили про приватний хабар. Тротт надіслав Еврі листа, в якому вказував, що його команда «можна прибути на сотрів і залишити його на власний розсуд». Незабаром після цього Тротт особисто зустрівся з Еврі на острові. Після вивантаження екіпажу на берег, «Fancy» передали губернатору, який виявив, що в трюмі були залишені для нього додаткові хабарі — п'ятдесят тонн слонової кістки, сто бочок пороху, кілька скринь з вогнепальною зброєю та боєприпасами, а також набір корабельних якорів.
Велика кількість іноземних монет у екіпажа «Fancy» не могла пройти повз увагу Тротта. Він, мабуть, знав, що екіпаж корабля був не просто неліцензованими работорговцями, імовірно, зауважив, що на «Fancy» були сліди бойових пошкоджень. Коли врешті дійшли звістки, що Королівський флот і ОІК полювали на «Fancy» і що «Капітан Бріджмен» був сам Еврі, Тротт заперечив, що знав що-небудь про історію піратів, крім того, що вони йому сказали, впевнений, що населення острова «не бачить причина їм не вірити». Це він стверджував, незважаючи на те, що прокламація про захоплення піратів спеціально попереджала, що екіпаж Еврі «ймовірно, може бути відомий і виявлений завдяки великій кількості золота та срібла іноземних монет, які вони мають при собі». Тим часом, однак, люди Еврі могли вільно відвідувати міські паби. Тим не менш, екіпаж незабаром розчарувався в Багамських островах, оскільки вони були малонаселені і тут практично не було можливості використати величезні скарби, захоплені піратами. Наступні кілька місяців пірати у відносній нудьзі. Наразі Тротт зняв з «Fancy» усе цінне, і корабель було втрачено після того, як його сильно вдарили об скелі, можливо, навмисно за наказом Тротта, який прагнув позбутися ключового доказу.

### Зникнення
У не дуже обґрунтованій книзі, написаній у 2008 році, стверджується, що після того, як оголошення про затримання Еврі та його команди дійшло до Тротта, він був змушений або видати ордер на арешт Еврі, або не зробити цього і фактично розкрити свій зв'язок із піратами. Заради порятунку своєї репутації він попередив владу про місцезнаходження піратів, але одночасно попередив Еврі та його команду ще до прибуття представників влади. Тож усі 113 чоловік екіпажу Ейворі поспішно зникли з острова. Пізніше з усієї команди будь-коли було схоплено лише 24 людини, п'ятеро з яких були страчені. Самого Еврі представники влади більше ніколи не бачили. Його останні слова, звернені до команди, були сумішшю взаємосуперечливих розповідей про те, куди він планував далі піти, ймовірно, з метою збити переслідувачів зі свого сліду.
Дослідники припускають, що після того, як Еврі не зміг купити помилування у Тротта або губернатора Ямайки, його екіпаж розпався, частина залишилася в Вест-Індії, більшість вирушила до Північної Америки, а решта, включаючи самого Еврі, повернулася до Англії. Деякі з них відпливли борту шлюпа Isaac, тоді як Еврі і близько двадцяти інших чоловіків наприкінці червня 1696 року відпливли до Ірландії на шлюпі Sea Flower на чолі з капітаном Фаро. Вони викликали підозри під час розвантаження своїх скарбів і згодом двоє чоловіків були затримані. Проте Еврі знову зміг втекти.

## Подальша доля

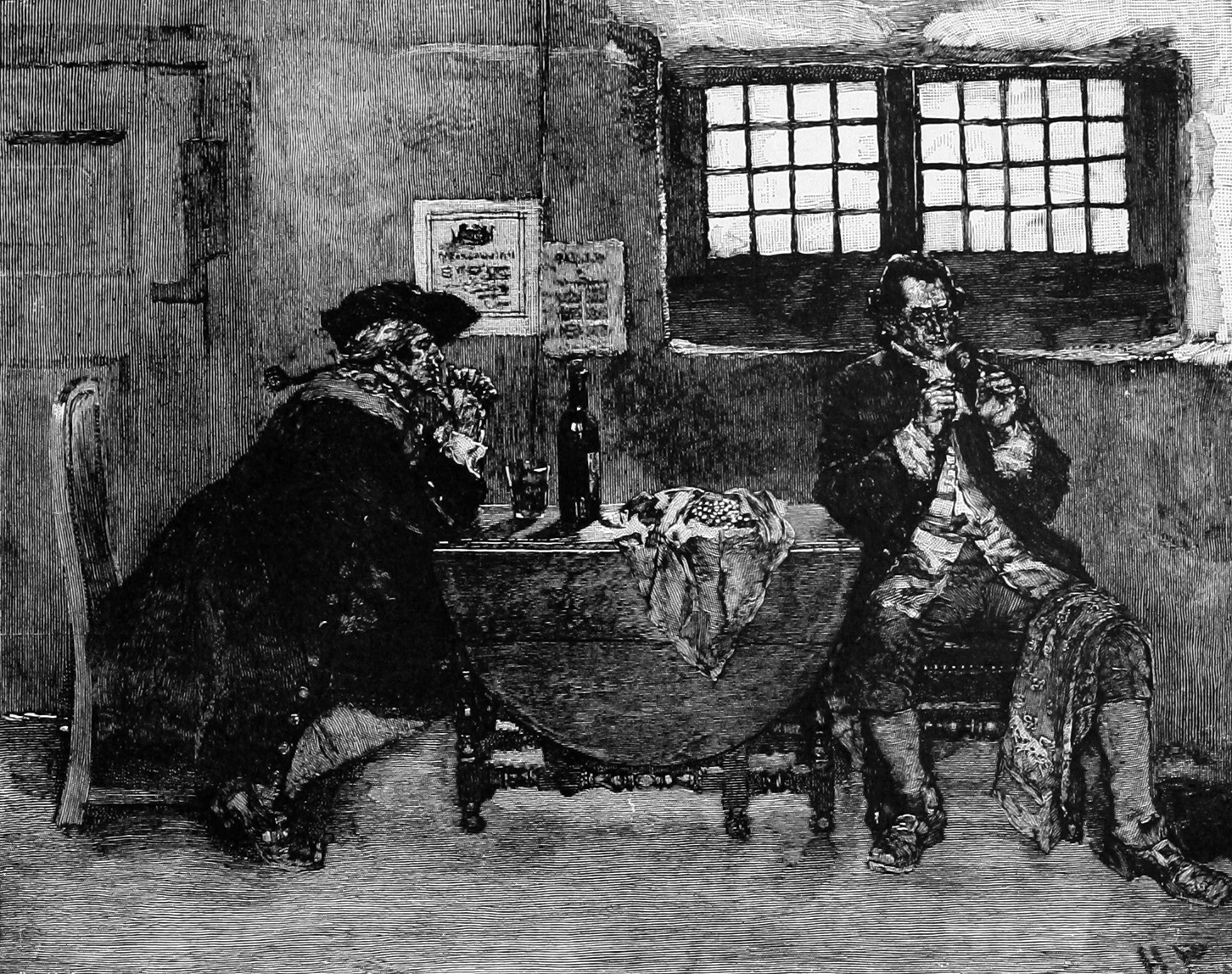
Еврі продає свої коштовності, гравюра Говарда Пайла, яка з'явилася у вересневому номері журналу Harper's 1887 року.

Британський письменник і біограф піратів XVIII ст., що ховався за іменем капітан Чарлз Джонсон писав, що при спробі Еврі продати свої діаманти, бристольські купці обдурили його і виманили усе його багатство, після чого Еврі помер у бідності в Девоні. Однак незрозуміло, як Джонсон міг про це дізнатись, оскільки якби було відомо, де знаходиться Еврі і тим паче, що він живе в бідності, найімовірніше, про це донесли б щоб отримати велику нагороду, обіцяну за його голову. Тож приписування цієї долі Еврі, можливо, було для Джонсона лише актом моралізаторської пропаганди. Інші припускають, що після того, як Еврі змінив ім'я, він оселився в Девоні і спокійно прожив решту життя, померши 10 червня 1714 року, однак джерелом цієї інформації є «Історія та життя всіх найвідоміших піратів та їхніх екіпажів» (Лондон, 1732), вважається ненадійним (і трохи розширеним) перевиданням "Загальної історії " Джонсона. У жовтні 1781 року Джон Кнілл, інспектор митниці в Сент-Айвзі, штат Корнуолл, провів зустріч з далеким нащадком Еврі, який заявив, що його "батько сказав йому, що капітан Еврі, блукаючи у великих злиднях і стражданнях, помер у Барнстейпле «… і був похований як жебрак… ″.
Оскільки полювання на Еврі тривало протягом десятиліття після його зникнення, повідомлення про те, що його десь бачили з'являлись досить часто, але жодне з них не виявилося надійним. Після публікації вигаданих мемуарів у 1709 році, в яких стверджувалося, що Еврі став королем утопічної піратської республіки на Мадагаскарі, популярні розповіді все частіше набували більш легендарного, романтичного відтінку. Хоча громадськість вважала подібні історії правдою, вони не мали жодного підґрунтя в реальності. Після червня 1696 року достовірної інформації про місцеперебування або діяльність Еврі так і не з'явилося.

## Доля екіпажу Еврі

### Північноамериканські колонії
Близько 75 членів екіпажу Еврі спробували сховатись від трансконтинентальних пошуків в англійських колоніях Північної Америки. Члени його екіпажу були помічені в Кароліні, Новій Англії та в Пенсільванії, деякі з них навіть підкупили губернатора Пенсільванії Вільяма Маркгема за 100 фунтів стерлінгів на людину. Цього було достатньо, щоб придбати прихильність губернатора, який навіть дозволив одному з колишніх піратів одружитися зі своєю дочкою. Хоча інші місцеві чиновники, зокрема капітан магістрату Роберт Снід, намагалися заарештувати піратів, заступництво губернатора дозволяло їм залишатись в безпеці і достатньо сміливими, щоб похвалитися своїми подвигами „публічно за чаркою“. Коли наполегливість Сніда почала дратувати губернатора, магістрату звинуватили:
Він [Маркгем] назвав мене пройдисвітом і застерігав мене не видавати ордери на арешт цих людей, сказавши, що він має серйозні наміри перслідувати мене. Я сказав йому, що якби він не був губернатором, я б не терпів таких висловлювань, і що це неприпустимо, що до мене так відносятся лише за те, що я виконую свій обов'язок. Потім він наказав констеблям не вручати більше моїх ордерів; до того ж, сильно розгнівавшись, він власноруч написав наказ шерифу з вимогою роззброїти мене.
Меріленд, Массачусетс, Нью-Йорк, Вірджинія та інші колонії опублікували прокламації з вимогою арешту Еврі, але рідко вдавались до чогось більшого. Хоча надання прихистку піратам з часом стало більш небезпечним для самих колоніальних губернаторів, лише сім членів з екіпажу Еврі потрапили під суд між 1697 і 1705 роками, і всі вони були виправдані.
Стародавні монети, імовірно захоплені на Ґандж-і-Савай, були знайдені в 2014 році на фермі Sweet Berry в Мідлтауні, штат Род-Айленд. Пізніше подібні монети було знайдено в Массачусетсі, Род-Айленді, Коннектикуті та Північній Кароліні.

### Британські острови
30 липня 1696 року в придорожному готелі Bull на Хай-стріт в Рочестері, Кент був заарештований Джон Данн (рульовий Еврі), який народився в Іст-Гоат, Сассекс. Він вшив у свій жилет десять англійських гіней і золоті цехіни на суму £1045 фунтів стерлінгів. Це виявила покоївка готеля, яка повідомила про знахідку меру міста, отримавши за це винагороду. Щоб уникнути можливої страти, 3 серпня Данн погодився свідчити проти інших заарештованих членів екіпажу Еврі, приєднавшись до Міддлтона, який здався владі за кілька тижнів до цього. Незабаром після цього було затримано двадцять чотири колишніх члена команди Еврі, про декого з них владі донесли ювеліри та майстри золотих справ після звернення до них піратів у спробі реалізувати свої скарби. Протягом наступних кількох місяців п'ятнадцять піратів були притягнуті до суду, а шістьом було винесено обвинувальні вироки. Оскільки піратство було важким злочином, який карався смертною карою, а смертний вирок можна було винести лише за наявності очевидців, свідчення Данна та Міддлтона мали вирішальне значення.

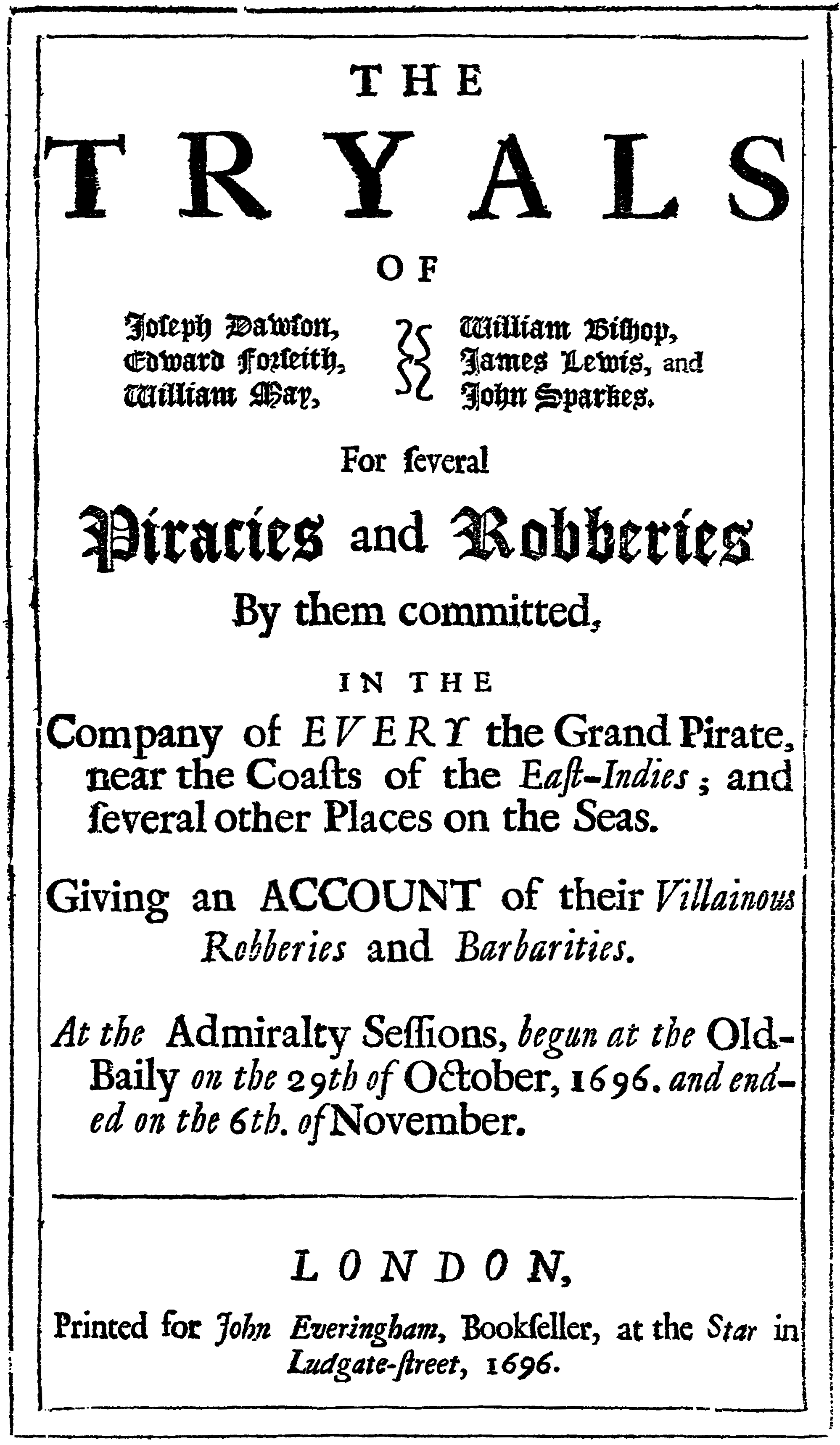
Титульний аркуш звіту, виданого у 1696 році Вищим адміралтейським судом після судового розгляду над екіпажем Еврі

Шість обвинувачених — Джозеф Доусон, 39 років, з Ярмута; Едвард Форсейт, 45 років з Ньюкасл-апон-Тайн; Вільям Мей, 48 років з Лондона; Вільям Бішоп, 20 років з Девона; Джеймс Льюїс, 25 років з Лондона і Джон Спаркс, 19 років з Лондона були звинувачені у скоєнні піратського нападу на Ґандж-і-Савай і з 19 жовтня 1696 року в Олд-Бейлі розпочався судовий процес. Уряд зібрав для участі в судовому процесі найвідоміших суддів країни, до складу яких входили головуючий суддя сер Чарльз Хеджес, лейтенант Високого суду Адміралтейства; сер Джон Холт, головний суддя королівської лави; Сер Джордж Требі, Головний суддя з загальних позовів та шість інших видатних суддів. Крім Джозефа Доусона, жоден інший пірат не визнав себе винним.

Одним із свідків проти змовників був Девід Крі, молодший офіцер з Charles II. Він засвідчив, що після того, як він відмовився брати участь у заколоті (єдиний офіцер, який це зробив), йому наказали повернутися в трюм. По дорозі до своєї каюти Кріг зустрів Мея, колишнього стюарда капітана Гібсона. Мей, якого Еврі назвав одним із „справжніх заколотників та старим злочинцем“ активно підтримував заколот, і Крі свідчив про їх розмову:
Я зустрів Вільяма Мея. Він спитав — що ти на це скажеш? Я не відповів йому, і мовчки спустився до своєї каюти. Тоді він сказав: будь проклятий, ти заслуговуєш на постріл у голову, після чого приставив пістолет до моєї голови. Потім я пішов до своєї каюти, і невдовзі отримав наказ від Еврі, щоб ті, хто зійдуть на берег, підготувалися до відходу. І коли капітана підняли з ліжка, який тоді був дуже хворий на лихоманку, Еврі підійшов і сказав: „Я людина удачі, і маю шукати свою долі“.
Незважаючи на значний тиск на присяжних, що здійснювався з метою переконати їх визнати підсудних винними в піратському нападі на Ганг-і-Савай і на те, що суддя-адвокат Адміралтейства сер д-р Томас Ньютон нагадав присяжним, що наслідками виправдувального вироку будуть „повна втрата індійської торгівлі і, таким чином, зубожіння цього королівства“, присяжні визнали обвинувачених піратів невинними в нападі на могольське судно.
Шокований суд терміново розглянув ще одне обвинувачення, і через дванадцять цих самих підсудних знову судили, цього разу за звинуваченням у змові з метою викрадення „Charles II“ з піратськими намірами. Хоча сьогодні такий підхід був би з юридичної точки зору сумнівним, суд XVII століття юридичний тягар доведення своєї невинуватості у заколоті поклав на самих підсудних, оскільки вони знаходились на борту „корабля… , що було захоплене“. Як і в попередньому процесі, суд постійно наголошував на необхідності засудження піратів. Суддя Хеджес засудив попереднє „безчесне“ журі присяжних і доручив їх наступникам діяти з „справжнім англійським духом“ та винести обвинувальний вирок, неодноразово нагадуючи їм „підтримувати… навігацію, торгівлю, багатство, силу, репутацію та славу цієї нації“. Цього разу присяжні винесли обвинувальний вердикт.
Коли піратам дали останнє слово щоб пояснити, чому вони мають уникнути страти, більшість просто заявляли про своє невігластво та благали про пощаду. Мей стверджував, що, будучи „дуже хворобливою людиною“, він „ніколи не діяв під час усієї подорожі“, тоді як Бішоп, прохаючи про помилування нагадав суду, що його „примусили“, і що на момент бунту у 1694 р. йому було лише вісімнадцять років. Доусон, єдиний обвинувачений, який визнав свою провину, отримав відстрочку у виконанні вироку. Решту смертних вироків залишили без змін. Спаркс був єдиним піратом, який публічно розкаявся, але не щодо участі в піратстві, яке було „меншою проблемою“ — а через його участь у „жахливих варварствах, які він вчинив, хоча й тільки щодо тіл язичників“, маючи на увазі, що він брав участь у насильстві над жінками на борту могольського корабля. В своїх „Останніх передсмертних словах та зізнаннях“ він оголосив, що його очі „тепер відкрились на його злочини“, і він „справедливо зазнає смерті за таку нелюдяність“.
25 листопада 1696 року п'ятьох в'язнів доставили на шибеницю на міце страт (Execution Dock). Тут вони урочисто виголосили свої передсмертні промови перед натовпом, який зібрався, серед яких був капелан Ньюгейтської в'язниці Пол Лоррен. Коли засуджених виведи на берег Темзи, місця, з якого три роки тому почалася подорож Іспанської експедиції, піратів повісили.
Данн уникнув шибениці, ставши королівським свідком. Він залишився в Англії, отримавши 9 серпня 1698 року „наказ, щоб певний Данн, колишній помічник Еврі, але помилуваний, завтра відвідав Раду“. Він зробив це 11 серпня в Ост-Індському домі, розказавши подробиці своєї подорожі та участі в пограбуваннях на борту Fancy. У 1699 році Данн одружився з Елізою Нобл, а наступного року став партнером Джона Коггса, відомого банкіра-золоторя, створивши банк Coggs & Dann на Стренді в Лондоні. Банкірів (а саме Данна) обдурив один з їхніх клієнтів — шахрай Томас Бреревуд і в 1710 році банк збанкрутував. Данн помер у 1722 році.

## Оцінка захоплених скарбів

### Ґандж-і-Савай

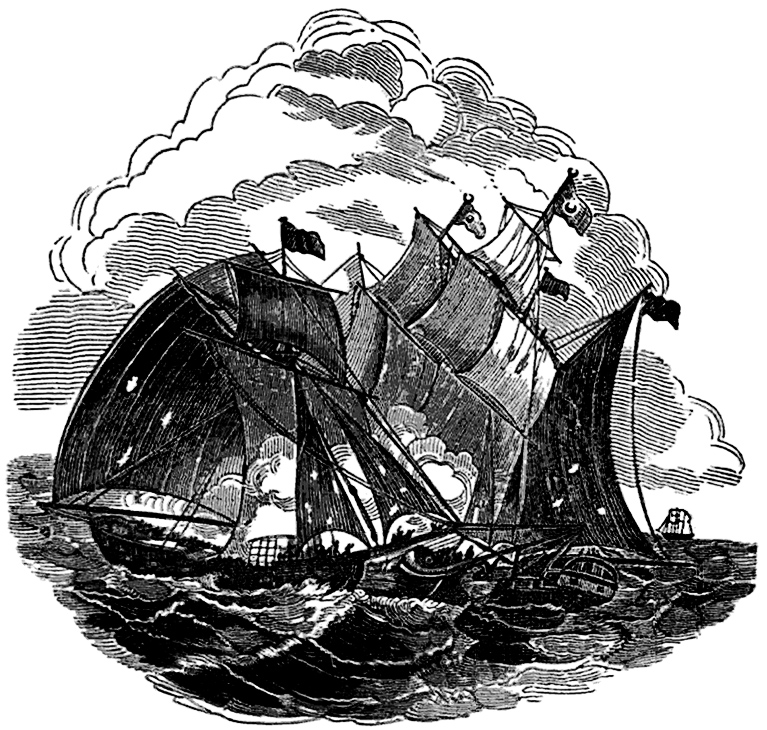
Атака „Fancy“ на Гандж-і-Савай Дероворит з книги „Власна книга піратів“.

Вартість захопленого піратами вантажу Ґандж-і-Савай достеменно невідома. Тогочасні оцінки відрізнялися на цілих 300 000 фунтів стерлінгів, і коливались від 325 000 до 600 000 фунтів стерлінгів. Оцінка в 600 000 фунтів стерлінгів була зроблена владою Моголів, тоді як ОІК оцінила збитки приблизно в 325 000 фунтів стерлінгів, тим не менш, подав власну страхову вимогу на суму 600 000 фунтів стерлінгів.
Природно, що ОІК при виплаті репарацій за напад Еврі наполягав на найбільш консервативній оцінці збитків. З іншої сторони стверджується, що цифра Моголів у 600 000 фунтів стерлінгів була навмисно завищеною оцінкою, спрямованою на збільшення суми компенсації з боку англійців. Хоча деякі історики стверджують, що 325 000 фунтів стерлінгів, ймовірно, були ближчими до справжньої вартості, частково тому, що ця сума співпадає з оцінкою, наданою сучасником подій шотландським купцем Олександром Гамільтоном, який тоді перебував у Сураті, інші дослідники розкритикували цю позицію як переважно необґрунтовану.
Хоча захоплення Еврі скарбів Ґандж-і-Савай називають найбільш прибутковим піратським нападом, цілком можливо, що це не так. Наприклад, у квітні 1721 року Джон Тейлор і Олів'є Левассер захопили на острові Реюньйон 700-тонний португальський галеон „Nossa Senhora do Cabo“, що повертався з португальського Гоа до Лісабона. Судно було пошкоджене штормом в Індійському океані і щоб зберегти плавучисть, його екіпаж викинув за борт усі гармати. Повідомляється, що на кораблі перебував відставний віце-король Португальської Індії Луїш Карлуш Інасіу Ксав'єр де Мінезіш, 1-й маркіз Лурісала і галеон був навантажений діамантами, іншим дорогоцінним камінням, сріблом, золотом, а також перлами, шовком, прянощами, творами мистецтва та церковними регаліями, що належали Патріарху Ост-Індії. Загальна вартість скарбу на борту оцінюється від 100 000 до 875 000 фунтів стерлінгів (500 000 фунтів стерлінгів у діамантах і 375 000 фунтів стерлінгів в іншому вантажі), всі вони були поділені між екіпажами „Cassandra“ Джона Тейлора та „Victory“ Олів'є Левассера. Якщо остання оцінка правильна, ця сума значно перевищує здобуток Еврі.
Історик Ян Рогозінський назвав „Nossa Senhora do Cabo“ „найбагатшим пограбуванням, коли-небудь захопленим будь-яким піратом“, оцінюючи його скарб у 875 000 фунтів стерлінгів вартістю „більше 400 мільйонів доларів“. Для порівняння, оцінка ОІК у 325 000 фунтів стерлінгів для товарів Ґандж-і-Савай дорівнює принаймні 200 мільйонам доларів». Якщо взяти більшу оцінку в 600 000 фунтів стерлінгів, це буде еквівалентно 400  мільйонів доларів, що приблизно перевищує набіг, здійснений Тейлором і Левассером. У будь-якому випадку, якщо прийняти оцінку ОІК у 325 000 фунтів стерлінгів, Рогозінський пише, що навіть тоді «лише два-три рази в історії злочинці захоплювали більш цінну здобич».

### Інші кораблі
Вантаж судна «Фатіх Мухаммед» оцінювався в 50 — 60 тис. фунтів стерлінгів відповідно до оцінки, наданої Данном на суді ця сума є еквівалентом близько 30  мільйонів доларів у сучасній валюті. Відомо, що до вересня 1695 рок Еврі, крім «Ґандж-і-Савай» захопив щонайменше десять інших суден. Окрім флоту імператора Аурангзеба, одним із найбільш дохідних призів був «Rampura», камбейське торгове судно, яке принесло «чудовий здобуток у 1 700 000 рупій».

## Спадщина

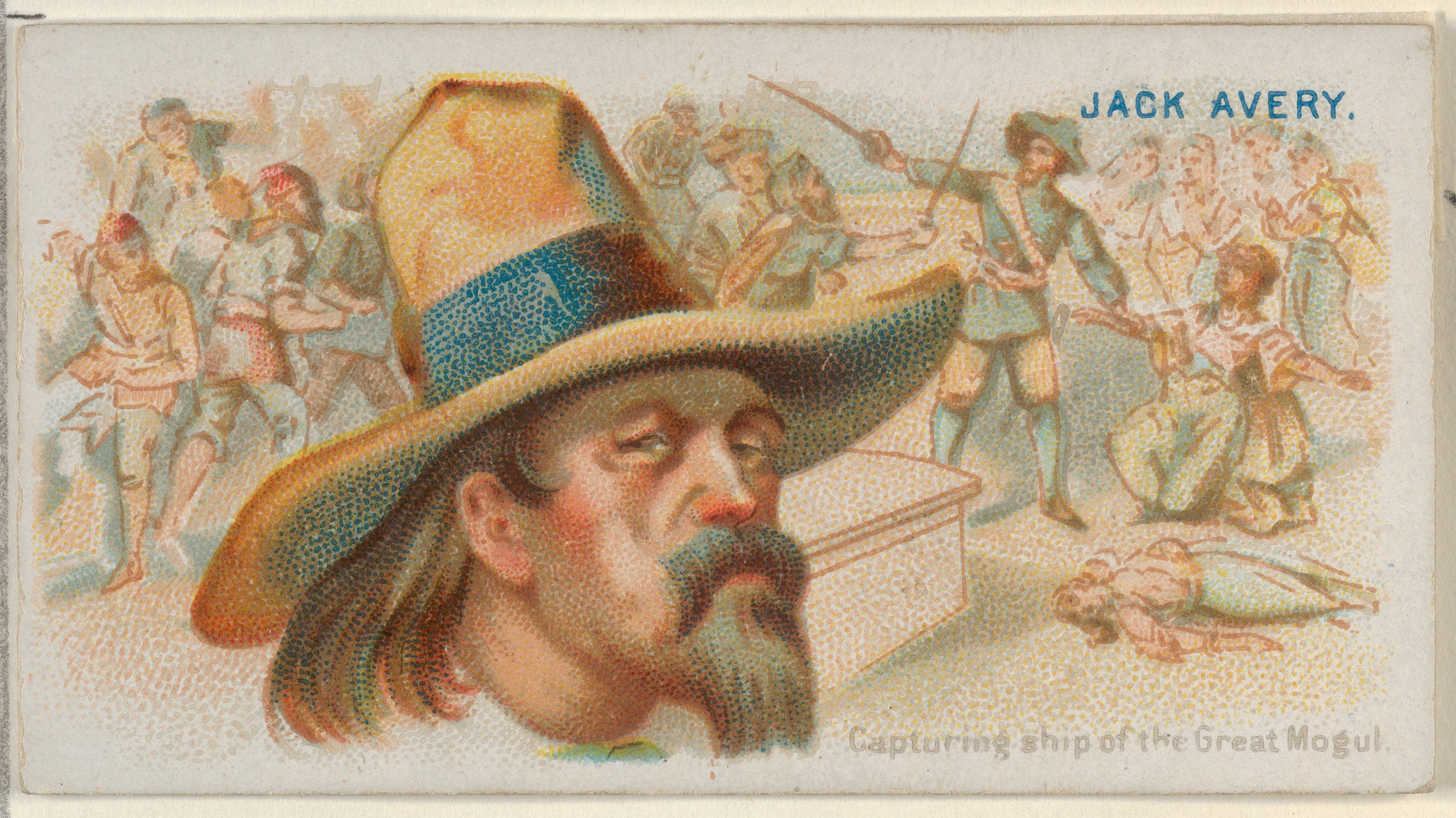
Джек Евері, захоплення корабля великих моголів, із серії «Піратів Іспанії» (N19) для сигарет Allen & Ginter MET DP835024

### Вплив серед піратів
Невірогідні пригоди Еврі відразу захопили уяву публіки і деякі вважали його свого роду морським Робін Гудом, який ілюстрував ідею пригнічених класів про те, що повстання та піратство є прийнятними способами боротьби з несправедливістю суспільства. Еврі приєднався до пантеону інших «благородних піратів», таких як Френсіс Дрейк та Генрі Морган і його приклад безсумнівно надихнув зайнятися піратством багатьох інших. Еврі здійснив свої напади, коли багато сумнозвісних піратів періоду після Війни за іспанську спадщину — Чорна Борода, Бартоломью Робертс, Каліко Джек, Семюел Белламі, Едвард Лоу, Стід Боннет та інші — були ще дітьми, а на той час, коли вони стали молодими людьми його подвиги вже були легендарними.
Англійський пірат Волтер Кеннеді, який народився того ж року, коли був пограбований Гандж-і-Савай, дізнався про історію Еврі в молодому віці і запам'ятав її. Після того, як він полишив піратства, він повернувся до Лондона щоб витратити свої багатства, і навіть відкрив бордель у Дептфорді. Однак злочини Кеннеді наздогнали його, і в 1721 році він був заарештований і засуджений до страти. Поки він чекав своєї страти, улюбленим заняттям Кеннеді було розповідати історії про пригоди Еврі.
Інший ірландець, Едвард Інгланд, колишній квартирмейстр Чарлза Вейна, провів більшу частину своєї кар'єри в Індійському океані, здійснюючи напади на кораблі Моголів, майже так само, як і Еврі за два десятиліття перед тим. Після розставання з Вейном, Інгланд полював на невільницькі кораблі біля берегів Західної Африки. У 1720 році він захопив 300-тонний 34-гарматний ост-індійський корабель біля Малабарського узбережжя і перейменував свій новий флагман на «Fancy». На жаль для Інгланда, згодом він був висаджений на о. Маврикій своєю командою, яка усунула його з посади капітана після того, як він відмовився катувати та вбити захопленого ним капітана корабля «Cassandra» Джеймса Макрея. Виготовивши імпровізований пліт, він дібрався до Мадагаскару, на якому, як вважалось, існувало піратське королівство з власним королем. Однак ніяка піратська утопія його не чекала і він помер жебраком-пропойцею. За іронією долі, це нагадувало вигадану з моралізоваторською метою долю Генрі Еврі, яку капітан Чарльз Джонсон приписав Еврі у своїй Загальній історії піратів. Інгланд, як і Еврі до нього, мав «коротку, але вражаючу кар'єру», і він, можливо, був «найближчим до того, щоб повторити легенду Еврі».

### Зображення у тогочасній літературі
Деякі вигадані та напівбіографічні розповіді про Еврі були опубліковані вже протягом перших десятиліть після його зникнення. У 1709 році з'явився перший такий звіт у вигляді 16-сторінкової брошури під назвою «Життя та пригоди капітана Джона Еврі, відомого англійського пірата, який зараз володіє Мадагаскаром» (Лондон: Дж. Бейкер, 1709). Його написав анонімний автор, який, використовував псевдонім «Адріан ван Брок» і стверджував, що був голландцем, який певний час перебував у полоні екіпажу Еврі. У цій брошурі Еврі зображений як підступний пірат і романтичний коханець. Після того, як він здійснив напад на корабель Великих Моголів, він тікає з дочкою Імператора і пізніше на ній одружується. Потім пара тікає від армії Моголів на острів Сент-Марі біля Мадагаскара, де Еврі створює піратську утопію, подібну до вигаданої піратської держави Ліберталія. Еврі навіть має з принцесою кілька дітей і засновує нову монархію. Вже незабаром піратський король Мадагаскару керує армією з 15 000 піратів і флотом із 40 військових кораблів, і, кажуть, він живе у фантастичній розкоші у неприступній фортеці, недоступній для його англійських і іедійських супротивників. Крім того, Еврі карбує свою власну валюту: золоті монети, на яких викарбована його королівська подоба.
Хоча невирогідні чутки про долю Еврі ходили роками, беллетризована біографія Адріана ван Брука створила популярну легенду про Еврі, яку в подальшому запозичували наступні публікації. З часом велика частина англійського суспільства повірила в сенсаційні твердження біографії Брука. Незабаром європейські уряди навіть офіційно приймали людей, які видавали себе за послів Еврі з Сент-Марі, і чим більше легенда набувала популярності, тим частіше навіть глави держав починали вірити в дивовижну історію Еврі. У якийсь момент «англійські та шотландські чиновники на найвищому рівні приділили серйозну увагу пропозиціям цих „піратських дипломатів“, а Петро I намагався найняти піратів Сент-Марі для заснування на Мадагаскарі російської колонії». Уявлення про існування піратської держави на Сент-Марі стала звичайною і розповсюдженою думкою.
Завдяки своїй славі Еврі разом із Чорною Бородою став одним із небагатьох піратів, чиє життя драматизували на сцені. У 1712 році драматург Чарльз Джонсон опублікував свою дуже романтичну трагікомедію «Успішний пірат» (The Successful Pyrate). Вона виявилася водночас суперечливою і успішною, і була поставлена перед шановними глядачами в Королівському театрі на Друрі-Лейн, а наступного року вийшла в Лондоні друком. Проте п'єса не уникла критики. Драматург і критик Джон Денніс написав листа Лорду-камергеру, критикуючи його за надання ліцензії п'єсі, яку він назвав «проституцією на сцені, заохоченням до злодійства та ганьбою для театру». Проте п'єса витримала кілька друкованих видань.
У 1720 році Еврі з'явився як головний герой роману Даніеля Дефо «Король піратів» і як другорядний персонаж у його романі «Капітан Синглтон». Обидві книги містили поширені уявлення про піратську республіку Еврі. Проте у 1724 році дуже популярна Загальна історія капітана Чарльза Джонсона (1724 р.) запропонувала альтернативну історію Еврі. З'явившись через десять років після мемуарів Адріана ван Брука, «історична» розповідь Джонсона запропонувала версію, в якій Еврі був шахрайством позбавлений свого багатства після спроби реалізувати захоплені скарби англійським банкірам і під кінець життя «не мав можливості навіть придбати собі труну». Ще одна розповідь «Знамениті пригоди капітана Джона Еврі з Плімута, горезвісного пірата» (Лондон: Т. Джонстон), з'явилася у 1809 році хоча вона, ймовірно, біла переказом попередніх публікацій.
Окрім п'єси та книжок, написаних про Генрі Еврі, в Англії також була надрукована успішні балада. Ця баллада під назвою «Копія віршів, складених капітаном Генрі Еврі, нещодавно пішов у море, щоб шукати долі» була вперше опублікована десь між травнем і липнем 1694 року лондонським друкарем Теофілусом Льюїсом і, як повідомляється, була написана самим Еврі. Вона складалась з 13 віршів на мелодію балади 1686 року «The Success of Two English Travellers; Newly Arrived in London». Принаймні 9 різних перевидань балади було надруковано між 1694 та 1907 роками.
Англійський уряд використовував засоби масової інформації, щоб зобразити Еврі як жахливого злочинця, намагаючись налаштувати громадську думку проти піратства, але отриманий результат був «майже повним провалом» і значна частина громадськості продовжувала прихильно ставитися до піратської справи.

### Прапор Еврі
До нашого часу не дійшло достовірних свідчень від сучасників щодо вигляду піратського прапору Еврі. Згідно з баладою «Копія віршів», прапор Еврі був червоним з чотирма золотими шевронами. Балада припускає, що прапор також мав зелену облямівку по краях, але, швидше за все, в цьому випадку йдеться про герб. Хоча червоний був популярним кольором серед піратських прапорів того часу, значення чотирьох шевронів не визначено. Це може бути спроба (обгрунтована чи ні) пов'язати Еврі з шляхетським кланом Еврі з Вест-Кантрі, на гербах якого було зображено різну кількість шевронів, червоних на золотому або навпаки. Проте немає жодних достовірних доказів того, що Еврі дійсно використовував такий прапор. На іншому прапорі, який приписують Еврі, зображено профіль білого черепа з хусткою та кульчиком над двома схрещеними кістками, на чорному або червоному полі.

### У сучасній масовій культурі
- Капітан піратів на ім'я «Еврі» неодноразово згадується в серіалі «Доктор Хто» 1966 року «Контрабандисти». Сюжет обертається навколо пошуків скарбів Еврі[112].
- У романі Джорджа Макдональда Фрейзера 1983 року «Пірати» розповідається про пригоди капітана Бенджаміна Еврі (на підставі дуже вільної ітерпритації біоргафії Генрі Еврі), кількох бідових дівчат та шести капітанів, які очолюють сумнозвісне Берегове братство (Каліко Джек Рекхем, Чорний Більбо, Вогнеборода, Щасливий Ден П'ю, Акбар Грозний і Шеба-Вовчиця). У 1986 році ВВС випустила екранізацію роману[113] з Маркусом Гілбертом у ролі Довгого Бена Еврі.
- У серіалі манга та аніме One Piece персонаж Гол Д. Роджер згадується як «Король піратів». Як і Еврі, він також захопив найбільший скарб в історії піратства (названий «One Piece»).
- В епізоді «Доктора Хто» 2011 року «Прокляття чорної плями» також фігурує піратський капітан на ім'я Генрі Еврі, якого грає Х'ю Бонневілл[114][115]. У «приквелі», опублікованому BBC перед епізодом, вигаданий Еврі називає своє судно «хорошим кораблем Fancy»[116]. Чотири епізоди пізніше, у серії «Хороша людина йде на війну», Доктор вербує Еврі та сина у новій якості космічних піратів, щоб допомогти йому в битві Демонс Ран..
- Генрі Еврі неодноразово згадується в телесеріалі «Чорні вітрила», кіноприквелі до роману «Острова скарбів». Йому приписують винайдення Чорної мітки та відкриття острова скарбів.
- Генрі Еврі фігурує у відеогрі Uncharted 4: A Thief's End, у якій головний герой Натан Дрейк та його брат Семюел шукають його скарб. У грі з'ясовується, що після заснування піратської утопії Ліберталія, Еврі та Томас Тью вбили один одного заради її скарбів, а їхні трупи лежали на борту корабля Еврі на острові біля узбережжя Мадагаскару, де була побудована Ліберталія[117].
- Книга Стівена Джонсона 2020 року «Ворог усього людства: справжня історія піратства, влади та першого в історії глобального полювання» (Enemy of All Mankind: A true story of piracy, power, and history's first global manhunt) описує напад Еврі на корабель Гандж-і-Савай та його наслідки.

## Виноски
1. ↑  The fleet made annual pilgrimages to Mecca, so the knowledge of the approximate time the pilgrims would be returning home may have been readily available.
2. ↑  Ghaffar was so powerful and wealthy, one associate described him as follows: "Abdul Ghafur, a Mahometan that I was acquainted with, drove a trade equal to the English East-India Company, for I have known him to fit out in a year, above twenty sail of ships, between 300 and 800 tons."